# Ciudad Apodaca

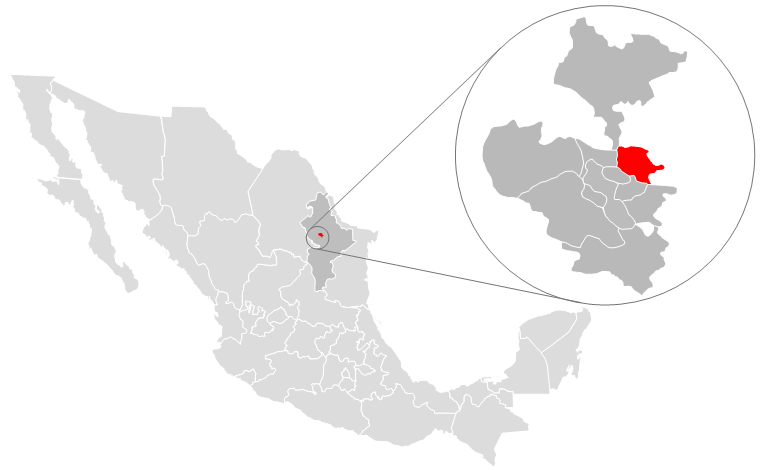
Stadens läge i Mexiko

Ciudad Apodaca (eller bara Apodaca) är en stad i nordöstra Mexiko och är belägen i delstaten Nuevo León. Staden ingår i Monterreys storstadsområde och har 434 662 invånare (2007), med totalt 462 971 invånare (2007) i hela kommunen på en yta av 246 km².